# Marija Gorica
Marija Gorica je vesnice a správní středisko stejnojmenné opčiny v Chorvatsku v Záhřebské župě. Nachází se asi 10 km severozápadně od Zaprešiće a asi 28 km severozápadně od centra Záhřebu. V roce 2011 žilo v Mariji Gorici 213 obyvatel, v celé opčině pak 2 233 obyvatel.
Součástí opčiny je celkem 10 trvale obydlených vesnic. Ačkoliv je vesnice Marija Gorica správním střediskem opčiny, nacházejí se zde větší sídla Kraj Donji, Sveti Križ a Trstenik.
- Bijela Gorica – 157 obyvatel
- Celine Goričke – 118 obyvatel
- Hrastina – 178 obyvatel
- Kraj Donji – 493 obyvatel
- Kraj Gornji – 146 obyvatel
- Marija Gorica – 213 obyvatel
- Oplaznik – 77 obyvatel
- Sveti Križ – 434 obyvatel
- Trstenik – 350 obyvatel
- Žlebec Gorički – 67 obyvatel